# 洪欣
洪欣（Catherine Hung；1970年10月9日—），香港女演員，前無綫電視藝員，現在中國大陸發展。

## 履歷
洪欣在福建晉江出生，有二兄一妹，排行第三。她五歲那年，父母離婚，媽媽帶着幾個孩子到香港島北角謀生。幼年的她患哮喘，生活清貧。曾就讀蘇浙公學。
1990年由陳欣健推薦入行，參與電視劇及電影演出，亦曾為無綫電視藝員之一，拍攝《魔刀俠情》及《原振俠》等電視劇。洪與蔡少芬、陳法蓉以及朱茵是好朋友。2000年洪欣懷孕，後為莫少聰生下兒子莫鎬廉（與張丹峰結婚後，兒子改姓名為張浩鋒，現用名張鎬濂），以單親媽媽的身份，獨立撫養兒子。
2001年到亞洲電視演出一部電視劇，2004年曾為塑身公司擔任產後纖體代言人，2005年參加綜藝節目《繼續無敵獎門人》擔任第19集嘉賓。其後洪欣甚少參與圈內的公眾活動，僅曾以蔡少芬好友的身份參與其婚禮並擔當伴娘，與及在2008年參與電視節目《亮相》時曾擔任嘉賓（蔡少芬的智囊團之一）。
2009年與年輕10歲的中國大陸演員張丹峰結婚。2014年，為張丹峰誕下一女。現在中國大陸發展。但自2011年拍畢古裝劇集《深宮諜影》後淡出。

## 演出作品

### 電視劇（無綫電視）
| 首播年份 | 剧名                         | 角色             |
| 1993     | 《如來神掌再戰江湖》         | 風清清           |
| 1993     | 《原振俠》                   | 藍綾             |
| 1993     | 《魔刀俠情》                 | 曲蘭陵           |
| 1993     | 《少年五虎》                 | 冼可兒           |
| 1995     | 《新同居關係》               | 張小玉           |
| 1995     | 《箭俠恩仇》                 | 月影沙丘         |
| 2000     | 《末世時速（下）之終極巡洋》 | 戴慕珊（Sandra） |
| 2004     | 《功夫足球》                 | 利曉晴           |

### 電視劇（中國大陸）
| 首播年份 | 剧名                               | 角色     |
| 1993     | 《合家歡》                         |          |
| 1993     | 《雙雄會》                         |          |
| 1993     | 《飛越滄桑》                       | 徐書凝   |
| 1993     | 《七日情》                         |          |
| 1993     | 《刑警風雲》                       |          |
| 1997     | 《亡命天涯》                       |          |
| 1999     | 《黑風寨》                         |          |
| 1999     | 《龍本多情》                       |          |
| 2001     | 《宰相小甘羅》                     | 惠妃     |
| 2001     | 《濟公傳奇》                       |          |
| 2005     | 《刁蠻公主》                       | 靜修師太 |
| 2007     | 《最後的格格》                     | 慈禧太后 |
| 2008     | 《江湖往事》（原名：《東方霸主》） | 魏莉莉   |
| 2011     | 《唐宮美人天下》                   | 苗鳳娘   |
| 2011     | 《天下鹽商》待播                   | 常鳳娥   |
| 2012     | 《深宫諜影》                       | 佟司库   |
| 2013     | 《背影》                           |          |
| 2016     | 《重生之名流巨星》(網劇)           |          |

### 電視劇（亞洲電視）
| 首播年份 | 剧名         | 角色   |
| 2001     | 《縱橫天下》 | 羅婉兒 |

### 電視劇（台灣台視）
| 首播年份 | 剧名           | 角色   |
| 2000     | 《神仙動員令》 | 古夢梅 |

### 電影
| 首播年份 | 片名             | 角色   |
| 1990年   | 《新半斤八两》   |        |
|          | 《七日情》       |        |
| 1992年   | 《積奇瑪莉》     |        |
| 1992年   | 《阿二一族》     |        |
| 1994年   | 《紅粉金剛》     |        |
| 1994年   | 《詠春》         | 万艳娘 |
| 1994年   | 《猛鬼屠房》     |        |
| 1995年   | 《怪俠一支梅》   |        |
| 1995年   | 《冒牌皇帝》     |        |
| 1996年   | 《大三元》       |        |
| 1996年   | 《蛇蠍夜合花》   |        |
| 1996年   | 《第八宗罪》     |        |
| 1999年   | 《黑風寨》       |        |
| 2003年   | 《死亡音樂2003》 |        |
| 2004年   | 《虐殺遊戲》     |        |
| 2005年   | 《隻眼開隻眼閉》 |        |

### 綜藝節目
- 1993 《翡翠歌星賀台慶》（翻唱歌曲︰關淑怡《難得有情人》）
- 2017 《时光爱人》（与张丹峰以夫妻档形式出现）
- 2018 《2018湖南衛視中秋之夜》
- 2018 《愛上幼兒園第四季》（与张丹峰共同參與）
- 2021 《請吃飯的姐姐》（與陳法蓉、朱茵及蔡少芬共同主持）

## 音樂作品
- 1996年國語專輯《貼近》

## 外部連結
- 洪欣的新浪微博
- 洪欣的新浪博客
- 洪欣在香港影庫上的簡介
- 洪欣在豆瓣上的资料（简体中文）
- 洪欣在时光网上的簡介（简体中文）
- Alivenotdead：洪欣個人資料 （页面存档备份，存于）